# Acénaphtène
L'acénaphtène est un hydrocarbure aromatique polycyclique (HAP) constitué d'une molécule de naphtalène dont les carbones 1 et 8 sont reliés par un pont éthylénique. C'est la forme hydrogénée de l'acénaphtylène.
C'est un constituant du goudron, et on le trouve aussi dans la houille ainsi qu'en très faible quantité dans le pétrole. 

## Histoire
L'acénaphthène a été découvert pour la première fois par Marcellin Berthelot dans le goudron en 1867, puis synthétisée ensuite avec Bardy à partir de l'α-éthylnaphthalène.

## Propriétés physico-chimiques
L'acénaphtène est presque insoluble dans l'eau, mais est en revanche soluble dans le benzène, l'éther, le chloroforme et dans l'alcool à chaud.
Cet hydrocarbure réagit avec les halogènes de manière préférentielle en position 3, 5 et 6 voire 1 en fonction de l'activation. La nitration et la sulfonation ont lieu également sur ces positions.

L'hydrogénation catylique conduit à la formation du tétrahydroacénaphtène et du décahydroacénaphtène alors que l'oxydation donne l'acénaphtylène, l'acide naphtalique, l'anhydride naphtalique, l'acénaphtènequinone, l'acénaphténol et l'acénaphténone.

## Utilisation
L'acénaphtène est produit en grande quantité pour la synthèse de l'anhydride naphtalique par oxydation en phase gazeuse. L'oxydation a lieu en présence d'air et d'un catalyseur à base de vanadium à 300–400 °C. L'acide naphtalique est produit par oxydation en phase liquide en présence de chromate ou d'air accompagné d'acétate de manganèse voire d'acétate de cobalt aux environs de 200 °C.
La condensation avec le propanédinitrile donne l'acide naphtalèn-1,4,5,8-tétracarboxylique. Ces composés sont des intermédiaires pour la fabrication de pigments pérylènes et périnones.

D'autres intermédiaires pour la fabrication de colorants ou de produits pharmaceutiques utilisent l'acénaphtène comme réactif: le 4-bromacénaphtène pour la production d'anhydride 4-bromonaphtalique, le 5,6-dichloracénaphtène et le 3,5,6-trichloracénaphtène. Le pigment fluorescent Solvent yellow 44 est fabriqué via l'anhydride 4-nitronaphtalique qui est le résultat de la nitration et de l'oxydation de l'acénaphtène.

Des plastiques thermiquement stables ou non-inflammables par incorporation de dérivés de l'acénaphtène durant la polymérisation.

## Production et synthèse
Le goudron contient environ 0,3 % d'acénaphtène et 2 % d'acénaphtylène qui peut être converti via hydrogénation. L'acénaphtène est concentrée dans la fraction du goudron ayant un point d'ébullition compris entre 230  et   290 °C jusqu'à 25 %. Une seconde distillation est effectuée pour obtenir une solution concentrée ayant un point d'ébullition entre 270  et   275 °C suivie d'une cristallisation pour l'obtention de l'acénaphtène technique (95-99 %). Une suite de distillation et recristallisation permet une meilleure purification du produit.